# Šašnatá
Šašnatá je přírodní památka v katastrálním území města Stará Turá v okrese Nové Mesto nad Váhom v Trenčínském kraji na Slovensku. Území bylo vyhlášeno v roce 1984 a jeho rozloha je 0,2 hektaru. Předmětem ochrany jsou zachovalé břehové porosty podél potoka typického pro oblast Myjavské pahorkatiny.